# Germania (Wisconsin)
Germania es un pueblo ubicado en el condado de Shawano en el estado estadounidense de Wisconsin. En el Censo de 2010 tenía una población de 332 habitantes y una densidad poblacional de 3,54 personas por km².

## Geografía
Germania se encuentra ubicado en las coordenadas 44°43′29″N 89°9′48″O / 44.72472, -89.16333. Según la Oficina del Censo de los Estados Unidos, Germania tiene una superficie total de 93.86 km², de la cual 93.86 km² corresponden a tierra firme y (0%) 0 km² es agua.

## Demografía
Según el censo de 2010, había 332 personas residiendo en Germania. La densidad de población era de 3,54 hab./km². De los 332 habitantes, Germania estaba compuesto por el 96.99% blancos, el 0% eran afroamericanos, el 1.51% eran amerindios, el 1.2% eran asiáticos, el 0% eran isleños del Pacífico, el 0.3% eran de otras razas y el 0% pertenecían a dos o más razas. Del total de la población el 0.3% eran hispanos o latinos de cualquier raza.